# Šmihel, Pivka
Šmihel este o localitate din comuna Pivka, Slovenia, cu o populație de 117 locuitori.